# فدراسیون شطرنج ایران
فدراسیون شطرنج ایران از فدراسیون‌های ورزشی در ایران است که همه فعالیت‌های مربوط به ورزش شطرنج در استان‌های ایران و نیز سازماندهی و برگزاری مسابقات به عهده این نهاد است. ساختمان مرکزی فدراسیون شطرنج ایران واقع در بلوار کشاورز، خیابان لس آنجلس است.

## تاریخچه
در سال ۱۳۲۹ انجمن تربیت بدنی رسماً تأسیس فدراسیون شطرنج ایران را اعلام کرد و حسین فرزانه به عنوان اولین رئیس فدراسیون شطرنج ایران منصوب شد. در سال ۱۳۳۱ فدراسیون شطرنج ایران به عضویت فدراسیون بین‌المللی شطرنج (فیده) درآمد. در سال ۱۳۳۴ که جمال‌الدین عصار به ریاست فدراسیون منصوب شد، اولین مسابقه رسمی قهرمانی تهران زیر نظر فدراسیون شطرنج برگزار و جواد ممدآبادی دوالقوزآبادی قهرمان شد. در همان سال اولین دوره مسابقات قهرمانی کشور زیر نظر فدراسیون برگزار شد که یوسف صفوت به مقام قهرمانی دست یافت. در سال ۱۳۳۶ برای اولین بار تیم ملی شطرنج ایران به المپیاد جهانی شطرنج به شهر مسکو اعزام شد. اولین قهرمان شطرنج سریع ایران حسن نوایی بود و تا سال‌ها قهرمان بلامنازع این رشته محسوب می‌شد. وی اولین قهرمان بازی سیمولتانه در ایران نیز بود. حسن نوایی در المپیاد جهانی شطرنج وارنا ۱۹۶۲ سرپرستی تیم ایران را بر عهده داشت. در سال ۱۳۵۴ با کسب عنوان قهرمانی کشورهای منطقه غرب آسیا توسط خسرو هرندی، اولین استاد بین‌المللی در تاریخ شطرنج شد.
در سال ۱۳۶۹ دو سال پس از فتوای تاریخی آیت‌الله خمینی، فدراسیون شطرنج توانست فعالیت مجدد خود را آغاز کند. کسب مقام نایب قهرمانی منطقه ۱/۳ غرب آسیا در سال ۱۳۷۶ توسط امیر باقری و دستیابی به عنوان استاد بین‌المللی نقطه عطف دوران جدید شطرنج بود تا اینکه در سال ۱۳۸۱ احسان قائم مقامی به مقام استاد بزرگ شطرنج دست یافت و بدین ترتیب ایران صاحب اولین استاد بزرگ تاریخ شطرنج خود شد. پس از بازگشایی مجدد فدراسیون شطرنج، ایران در رده‌های مختلف سنی (نوجوانان، جوانان و بزرگسالان) بارها به کسب مدال و مقام‌های مختلف در مسابقات قهرمانی آسیا و جهان و بازی‌های آسیایی در قسمت‌های انفرادی و تیمی نائل شده است. در سال ۱۳۶۸ یک سال پس از فتوای تاریخی آیت‌الله خمینی، فدراسیون شطرنج توانست فعالیت مجدد خود را آغاز کرد و با حکم دکتر غفوری‌فرد آقای سید مرتضی امامی کاشانی به عنوان اولین رئیس فدراسیون شطرنج انتخاب شد. پس از وی به مدت ۶ ماه آقای عباس آریازند رئیس فدراسیون بود‌‌ و پس از او مهندس محمدجعفر کامبوزیا از سال ۱۳۷۴ تا ۱۳۸۲ رئیس فدراسیون شطرنج بود. در بهمن سال ۱۳۸۲ مهندس محمدجعفر کامبوزیا استعفا داد و در اسفند سال ۱۳۸۳ دکتر محمدابراهیم مداحی به سمت ریاست فدراسیون انتخاب شد و به مدت ۶ سال در این سمت باقی ماند تا آنکه در سال ۱۳۸۹ آقای محمدجعفر کامبوزیا مجدداً به ریاست فدراسیون شطرنج انتخاب شد و در سال ۱۳۹۴ از این سمت استعفا داد و در سال ۱۳۹۴ مهرداد پهلوان‌زاده با رأی اعضای مجمع فدراسیون شطرنج به عنوان رئیس فدراسیون به مدت چهار سال برگزیده شد. در سال ۱۴۰۰ حسن تأمینی به‌عنوان رئیس فدراسیون انتخاب شد که در سال ۱۴۰۲ استعفا داد.